# Юр'ївський район
Ю́р'ївський райо́н — колишній район, що був розташований на північному сході Дніпропетровської області України. Населення на 1 лютого 2012 року становило 13 839 осіб.

## Географія
Межує з Павлоградським й Новомосковським районами, Харківською областю.

## Історія
Містечко Юр'ївка було засноване на місці козацького селища Мала Тернівка у 1777 році надвірним радником, губернаторським товаришем Георгієм Гавриловичем Горсевановим.
Район скасовано у 1959 році.
Юр'ївський район відновлено в 1991 році шляхом виділення з Павлоградського району.

## Адміністративний устрій
Район адміністративно-територіально поділяється на 1 селищну раду та 11 сільських рад, які об'єднують 53 населені пункти та підпорядковані Юр'ївській районній раді. Адміністративний центр — смт Юр'ївка.

## Економіка
Площа сільгоспугідь району становить 79,6 тис. га, у тому числі рілля — 66,6 тис. га.
Сільськогосподарські підприємства району, яких налічується 92, мають зерновий та м'ясо-молочний напрямки. У районі діють 5 млинів, 7 цехів з перероблення соняшнику на олію, 3 круп'яних цехи, 3 цехи з виробництва макаронних виробів і 3 хлібопекарні.

## Транспорт
Територією району проходять такі автошляхи Р51 та Т 0412.
Районом проходить залізнична лінія Павлоград I — Лозова. Одна залізнична станція Варварівка. 
Зупинні пункти: 958 км, 978 км та Жемчужне.

## Населення
Розподіл населення за віком та статтю (2001):
| Стать | Всього | До 15 років | 15-24 | 25-44 | 45-64 | 65-85 | Понад 85 |
| --- | ------ | ----------- | ----- | ----- | ----- | ----- | -------- |
| Чоловіки | 7494   | 1537        | 1059  | 2229  | 1799  | 839   | 31       |
| Жінки | 8266   | 1481        | 920   | 2060  | 2054  | 1624  | 127      |
| \| Статево-вікова піраміда \| Статево-вікова піраміда \| Статево-вікова піраміда \| \| ----------------------- \| ----------------------- \| ----------------------- \| \| Чоловіки \| Вік \| Жінки \| \| 31 \| 85 + \| 127 \| \| 38 \| 80-84 \| 218 \| \| 172 \| 75-79 \| 440 \| \| 303 \| 70-74 \| 532 \| \| 326 \| 65-69 \| 434 \| \| 622 \| 60-64 \| 793 \| \| 252 \| 55-59 \| 322 \| \| 419 \| 50-54 \| 451 \| \| 506 \| 45-49 \| 488 \| \| 609 \| 40-44 \| 504 \| \| 552 \| 35-39 \| 541 \| \| 546 \| 30-34 \| 523 \| \| 522 \| 25-29 \| 492 \| \| 449 \| 20-24 \| 452 \| \| 610 \| 15-20 \| 468 \| \| 587 \| 10-14 \| 564 \| \| 503 \| 5-9 \| 525 \| \| 447 \| 0-4 \| 392 \| |        |             |       |       |       |       |          |
| Статево-вікова піраміда |        |             |       |       |       |       |          |
| Чоловіки | Вік    | Жінки       |       |       |       |       |          |
| 31 | 85 +   | 127         |       |       |       |       |          |
| 38 | 80-84  | 218         |       |       |       |       |          |
| 172 | 75-79  | 440         |       |       |       |       |          |
| 303 | 70-74  | 532         |       |       |       |       |          |
| 326 | 65-69  | 434         |       |       |       |       |          |
| 622 | 60-64  | 793         |       |       |       |       |          |
| 252 | 55-59  | 322         |       |       |       |       |          |
| 419 | 50-54  | 451         |       |       |       |       |          |
| 506 | 45-49  | 488         |       |       |       |       |          |
| 609 | 40-44  | 504         |       |       |       |       |          |
| 552 | 35-39  | 541         |       |       |       |       |          |
| 546 | 30-34  | 523         |       |       |       |       |          |
| 522 | 25-29  | 492         |       |       |       |       |          |
| 449 | 20-24  | 452         |       |       |       |       |          |
| 610 | 15-20  | 468         |       |       |       |       |          |
| 587 | 10-14  | 564         |       |       |       |       |          |
| 503 | 5-9    | 525         |       |       |       |       |          |
| 447 | 0-4    | 392         |       |       |       |       |          |

Національний склад населення за даними перепису 2001 року:
| Національність | Кількість осіб | Відсоток |
| -------------- | -------------- | -------- |
| українці       | 14478          | 91,79%   |
| росіяни        | 895            | 5,67%    |
| цигани         | 87             | 0,55%    |
| білоруси       | 77             | 0,49%    |
| корейці        | 28             | 0,18%    |
| інші           | 208            | 1,32%    |

Мовний склад населення за даними перепису 2001 року:
| Мова       | Кількість осіб | Відсоток |
| ---------- | -------------- | -------- |
| українська | 14639          | 92,81%   |
| російська  | 944            | 5,98%    |
| циганська  | 70             | 0,44%    |
| білоруська | 24             | 0,15%    |
| вірменська | 19             | 0,12%    |
| інші       | 77             | 0,49%    |

За даними Головного управління статистики в Дніпропетровській області кількість населення в районі на 1 лютого 2011 року становила 13 952 осіб.

## Соціальна сфера
У районі функціонують 14 шкіл та 14 дошкільних закладів. Дітей, які живуть у віддалених селах, підвозять до школи, учні 1-4 класів харчуються безплатно.
До послуг населення 13 клубів, 13 бібліотек, музична школа, районна лікарня, 2 дільничні лікарні, 2 амбулаторії та 21 фельдшерсько-акушерський пункт, 11 спортивних залів.

## Пам'ятки
Історичною пам'яткою у районі є Свято-Георгіївська церква (1781 рік).

## Політика
25 травня 2014 року відбулися Президентські вибори України. У межах Юр`ївського району було створено 15 виборчих дільниць. Явка на виборах складала — 59,59% (проголосували 6 246 із 10 481 виборець). Найбільшу кількість голосів отримав Петро Порошенко — 42,89% (2 679 виборців); Юлія Тимошенко — 11,61% (725 виборців), Сергій Тігіпко — 10,71% (669 виборців), Михайло Добкін — 8,39% (524 виборців), Олег Ляшко — 6,00% (375 виборців). Решта кандидатів набрали меншу кількість голосів. Кількість недійсних або зіпсованих бюлетенів — 2,21%.